# باريس إي بريكس 2017
باريس إي بريكس 2017 هو سباق سيارات فورمولا إي الكهربائية
أقيم بتاريخ 20 مايو 2017 في Paris Street Circuit ‏، فرنسا، وكان السباق 6 من أصل 12 في بطولة العالم للفورمولا إي 2016–17، وكان أول المنطلقين سيباستيان بويمي.
فاز بالمركز الأول  سيباستيان بويمي، وكان صاحب أسرع لفة سام بيرد ‏.